# Lou de Laâge
Lou de Laâge (Burdeos, 27 de abril de 1990) es una actriz francesa.

## Biografía
Nació en Burdeos. Después de recibir su bachillerato, se trasladó a París y estudió en la "Ecole Claude Mathieu" durante tres años. Comenzó su carrera como modelo. Apareció en una campaña comercial para la marca de cosméticos Bourjois en 2009. Poco después, comenzó a actuar en producciones de televisión, seguido de películas y obras de teatro. Fue galardonada con el Premio Romy Schneider en 2016.

## Filmografía

### Cine
- 2023 : Golpe de suerte de Woody Allen
- 2022 Pequeñas casualidades (Le tourbillon de la vie)
- 2021 : El baile de las locas de Mélanie Laurent
- 2020 : Boîte noire de Yann Gozlan
- 2019 : Blanche comme neige de Anne Fontaine
- 2016 : El cuaderno negro de Valeria Sarmiento
- 2016 : Les Innocentes de Anne Fontaine
- 2014 : Respire de Mèlanie Laurent
- 2013 : Jappeloup: De padre a  hijo de Raphaëlle

### Cortometrajes
- 2013 : Le Ballon de rouge de Sylvain Bressollette
- 2014 : Notre Faust de Elsa Blayau y Chloé Larouchi
- 2017 : Belle à croquer de Axel Courtière

## Teatro
- 2012 : Il était une fois... le Petit Poucet, de Gérard Gelas
- 2013 : Entrez et fermez la porte
- 2013 : C'est tout pour cette nuit de Michel Ocelot
- 2014 : À la périphérie de Sedef Ecer
- 2014 : Ni Dieu ni Diable, de Augustin Billetdoux
- 2015 : Danser à Lughnasa, de Brian Friel
- 2016 - 2017 : Le Dernier testament, de James Frey

## Publicidad
- 2009 : Bourjois (cosméticos, comercial)

## Reconocimiento
- Prix Romy-Schneider, 2016 pour Les Innocentes (Ganadora)
- Premios César, 2014, a la mejor actriz revelación por Jappeloup (Nominada)
- Premios César, 2015,  a la mejor actriz revelación por Respire (Nominada)